# Unbroken (Demi Lovato)
Unbroken l'album di debutto da solista della cantante statunitense Demi Lovato, pubblicato il 20 settembre 2011 dall'etichetta discografica Hollywood Records. L'album è anticipato dal singolo Skyscraper, che ha raggiunto la decima posizione nella classifica statunitense.
L'album è entrato alla quarta posizione della classifica statunitense vendendo 96 000 copie nella sua prima settimana. È l'album della Lovato a debuttare più in basso in questa classifica. Nella stessa settimana, due canzoni di Unbroken entrano in classifica negli Stati Uniti: Fix a Heart (numero 69, con 37 000 copie vendute) e Unbroken (numero 98, con 24 000 copie vendute).

## Antefatti
Dopo la pubblicazione del secondo album, Here We Go Again, nella seconda metà del 2009 Demi si è dedicata alla sua carriera di attrice, registrando le canzoni e le puntate di Sonny tra le stelle e Camp Rock 2: The Final Jam. Per questo, la registrazione della prima canzone per il suo terzo album è stata effettuata a luglio 2010 assieme al produttore Dapo Torimiro. In quel mese, la cantante è stata intervistata da MTV, a cui ha confermato che stava "creando un nuovo sound" e che sarebbe stato "divertente e un po' più R&B e pop" Poi, in un'intervista con AHN, ha affermato di aver preso ispirazione da artisti come Rihanna e Keri Hilson. Ha inoltre detto di non voler registrare l'album in fretta e furia, aggiungendo: "Per gli altri album non ho avuto l'occasione di prendermi il tempo di cui avevo bisogno e farli uscire come volevo veramente perché mi serviva tempo libero tra gli show televisivi, i film, i tour e tutto il resto. Ho lavorato su quest'album per tutto lo scorso anno e negli ultimi mesi ci sto lavorando duramente, potrete quindi capire che ho avuto tempo per farlo uscire come volevo."
Ad agosto 2010 è iniziato il Camp Rock World Tour 2010, al quale Demi ha partecipato, in quanto star del film Camp Rock 2: The Final Jam. A novembre, la abbandonato il tour per problemi personali ed è stata accolta in una clinica per tre mesi. Durante tutto questo tempo, i lavori sul terzo album sono stati interrotti. Un po' di tempo dopo essere uscita dalla clinica, la cantante è tornata a lavorare; ad aprile 2011 è stato confermato che ha lavorato con i produttori e autori Sandy Vee e August Rigo. Poche settimane dopo, è stato annunciato che avrebbe abbandonato il programma televisivo Sonny tra le stelle, nel quale recitava nelle vesti di Sonny Monroe, la protagonista. Ha lasciato il programma perché voleva concentrarsi sulla sua carriera musicale più che su quella di attrice.
A luglio 2011, Demi ha descritto l'album come "più maturo" dei suoi lavori precedenti e dal sound "più divertente e leggero" del primo singolo da esso estratto, Skyscraper. L'11 agosto 2011 la cantante ha confermato sul suo account Twitter e sulla sua pagina su Facebook il titolo dell'album: Unbroken. Ad agosto 2011, Demi ha spiegato che la canzone All Night Long, una collaborazione con Missy Elliott e Timbaland, è l'opposto di Skyscraper e parla di "stare svegli per tutta la notte e cantare al ragazzo che ti piace, essendo molto dolce e divertente, e non è molto profonda, ma lo è abbastanza."

## Produzione
In un'intervista con la rivista Seventeen avvenuta a giugno 2011, Demi ha detto: "Adoro essere ancora in studio! È stato proprio terapeutico il poter esprimere i miei sentimenti e parlare di chi sono davvero attraverso la musica. Aiuta anche il fatto che sia stata fortunata abbastanza da lavorare con gente veramente talentuosa su questo disco finora! Spero di ispirare ragazze in tutto il mondo che stanno passando quello che ho appena passato con il mio nuovo album. Penso che conterrà molto materiale. Il primo singolo è speciale per me, perché è il simbolo del mio viaggio dalla persona che ero alla persona felice e sana che sono oggi. Sono emozionata dal fatto di condividere ciò con tutti voi! È stata un'esperienza fantastica finora e me la sto godendo alla grande. Provi un sacco di emozioni quando registri un album. Io mi sento fortunata, ispirata e nervosa, ma soprattutto emozionata per il futuro e perché condividerò questo disco con i miei fan!"
Sono state registrate circa venti tracce per l'album, e solo quattordici (più un remix di Skyscraper) ne fanno parte. Alcune di queste includono collaborazioni con altri artisti. Demi ha lavorato con Dreamlab, Rock Mafia, Ryan Tedder e Kara DioGuardi. Ryan Tedder ha commentato: "Demi mi ha letteralmente stupito vocalmente! Non avevo idea di quanto fosse bella la sua voce. È una dei migliori cantanti con cui abbia mai lavorato. Letteralmente è bravissima... cioè, è al livello di Kelly Clarkson."

## Tracce
1. All Night Long (feat. Missy Elliott and Timbaland) – 3:14 (Demi Lovato, Melissa Elliott, Timothy Mosley, Jim Beanz, Lyrica Anderson, Joseph Angel)
2. Who's That Boy (feat. Dev) – 3:12 (Devin Tailes, Ryan Tedder, Noel Zancanella)
3. You're My Only Shorty (feat. Iyaz) – 3:06 (Antonina Armato, Tim James)
4. Together (feat. Jason Derulo) – 4:33 (Demi Lovato, Timothy Mosley, Jim Beanz, Lyrica Anderson)
5. Lightweight – 4:01 (Shanna Crooks, Jim Beanz, Frankie Storm)
6. Unbroken – 3:18 (Demi Lovato, Leah Haywood, Daniel James)
7. Fix a Heart – 3:13 (Emanuel Kiriakou, Priscilla Renea)
8. Hold Up – 2:51 (Demi Lovato, Leah Haywood, Daniel James, Ross Golan)
9. Mistake – 3:33 (Leah Haywood, Daniel James, Shelly Peiken)
10. Give Your Heart a Break – 3:25 (Joshua Alexander, Billy Steinberg)
11. Skyscraper – 3:42 (Demi Lovato, Kerli Kõiv, Lindy Robbins)
12. In Real Life – 2:57 (William James McAuley III, Lindsey Ray)
13. My Love Is Like a Star – 3:50 (Toby Gad, James Morrison)
14. For the Love of a Daughter – 4:00 (Demi Lovato, William Beckett)

Traccia bonus
1. Rascacielo (Skyscraper, Versione in spagnolo) – 3:43

Tracce bonus nella versione giapponese
1. Aftershock – 3:11 (Amy Pearson, Leah Haywood, Daniel James)
2. Yes I Am – 3:01 (Dapo Torimiro, Priscilla Renea)

## Classifiche

### Classifiche settimanali
| Classifica (2011) | Posizione massima |
| ----------------- | ----------------- |
| Australia         | 20                |
| Australia         | 50                |
| Belgio (Fiandre)  | 25                |
| Belgio (Vallonia) | 99                |
| Canada            | 4                 |
| Irlanda           | 44                |
| Italia            | 22                |
| Messico           | 9                 |
| Nuova Zelanda     | 3                 |
| Paesi Bassi       | 63                |
| Spagna            | 24                |
| Stati Uniti       | 4                 |
| Svizzera          | 29                |

### Classifiche di fine anno
| Classifica (2011) | Posizione |
| ----------------- | --------- |
| Stati Uniti       | 15        |